# 8303 Miyaji
8303 Miyaji (1995 CO1) là một tiểu hành tinh vành đai chính được phát hiện ngày 9 tháng 2 năm 1995 bởi T. Kobayashi ở Oizumi.